# رودریگو بیگاندرو
رودریگو بیگاندرو (انگلیسی: Rodrigo Aliendro؛ زادهٔ ۱۶ فوریهٔ ۱۹۹۱) بازیکن فوتبال اهل آرژانتین است.